# Schoenorchis pachyglossa
Schoenorchis pachyglossa är en orkidéart som först beskrevs av John Lindley, och fick sitt nu gällande namn av Leslie Andrew Garay. Schoenorchis pachyglossa ingår i släktet Schoenorchis och familjen orkidéer. Inga underarter finns listade i Catalogue of Life.